# 索尼ALPHA55
索尼 α55是Sony在2010年8月發表的新一代可换镜头数码相机，延续Sony α规格，但因光路設計與傳統的数码单反相机不同，因此使用了全新的SLT（Single lens translucent）的產品代號。
具体型号分为SLT-A55V（带有GPS），以及SLT-A55（不带GPS，在部分受当地法律法规限制地区销售，例如中国大陆）。

## 機身性能
在DSLR搭載了Live View之後，各家相機廠也把錄影功能加上DSLR。但由於DSLR基本光路設計，使得各家的DSLR錄影時僅能使用對比對焦而無法使用相位對焦，造成DSLR在錄影時的對焦能力低落。Sony為了解決錄影時無法使用相位對焦的問題，拋棄了傳統的光路設計，改用固定式半透明反光鏡的設計，將1/3的光反射至相位對焦模組，其餘光線則射入主感測器，從而達到在錄影時也能使用相位對焦的高速對焦性能。
因為A55在許多方面的設計不同於傳統的DSLR，所以Sony給了α55全新的產品代號-SLT，用來表示全新的設計概念。
固定式半透明反光鏡設計

為了能夠達到錄影時也使用相位對焦模組，Sony捨棄了傳統的反光鏡設計，改用固定式的半透明反光鏡設計。將進入相機的光線中的1/3反射至相位對焦模組，其餘2/3的光線則射入主CMOS中。由於使用了固定式半透明反光鏡設計，因此α55在機身小型化和連拍速度上有相當優秀的表現。但也由於因為使用了固定式半反光鏡設計，使得α55的取景器较之光学取景器更加接近“所见即所得”。
錄影能力

2010年秋季发布的这一代机身（α560/α580/α33/α55），使用了Exmor HD传感器，與傳統α機身最大的区别即为支持视频摄录功能。同时，相比于α560/α580这样的单反机型，因为视频录制的时候仍然可以启用相位对焦模块，所以拍摄过程中仍然可以实现自动对焦功能，增加了家庭用户拍摄的便利性。
但是拍摄一段时间后可能会发生过热情况，下表为索尼公布的α55与α33的工作情况。
| 型号           | 环境温度        | 时长    | 时长       |
| 型号           | 环境温度        | On      | Off        |
| -------------- | --------------- | ------- | ---------- |
| α55 (SLT-A55V) | 20 °C（68 °F）  | 9 分钟  | 约 29 分钟 |
| α55 (SLT-A55V) | 30 °C（86 °F）  | 6 分钟  | 13 分钟    |
| α55 (SLT-A55V) | 40 °C（104 °F） | 3 分钟  | 5 分钟     |
| α33 (SLT-A33)  | 20 °C（68 °F）  | 11 分钟 | 约 29 分钟 |
| α33 (SLT-A33)  | 30 °C（86 °F）  | 7 分钟  | 约 22 分钟 |
| α33 (SLT-A33)  | 40 °C（104 °F） | 4 分钟  | 9 分钟     |

## 周邊配件
Sony研發團隊曾表示由於α55追求機身小型化之故，並不會推出垂直手把之類的產品。其他如遙控器，閃光燈及快門線皆可沿用傳統α系列的產品。